# Gnojnik (gmina)
Gnojnik est une gmina rurale du powiat de Brzesko, Petite-Pologne, dans le sud de la Pologne. Son siège est le village de Gnojnik, qui se situe environ 10 km au sud de Brzesko et 52 km au sud-est de la capitale régionale Cracovie.
La gmina couvre une superficie de 54,89 km2 pour une population de 7 336 habitants.

## Géographie
La gmina inclut les villages de Biesiadki, Gnojnik, Gosprzydowa, Lewniowa, Uszew, Zawada Uszewska et Żerków.
La gmina borde les gminy de Brzesko, Czchów, Dębno, Lipnica Murowana et Nowy Wiśnicz.